# 檜垣さゆり
檜垣 さゆり（ひがき さゆり、1986年1月5日 - ）は、関西を中心に活動しているローカルタレント、リポーター。元アールダッシュ所属。

## 略歴・人物
- 愛媛県出身で、血液型はO型。
- 愛称「ひがきちゃん」、「（ヒ）ガッキー」[1]。
- 趣味は旅行で、特技はエレクトーン。
- 2012年11月25日に行われた第2回大阪マラソンに出場し、5時間10分44秒で完走した[2]。
- 2015年8月8日結婚[3]。愛媛へ帰郷後に出産。2016年9月17日放送の『おはよう朝日土曜日です』で、「土日どーする?」のロケ中、道の駅風早の郷風和里で休息していた上田剛彦（ABCアナウンサー）と高樹リサの前に、第1子とともに登場した[4]。

## 出演

### テレビ
- おはよう朝日・土曜日です（ABC） － リポーター(-2015年9月19日)
- 週間ピカピカ通信 (eo光チャンネル)
- 8時です! 生放送!! 月曜日です!（ジェイコムウエスト） － リポーター
- まいどわいどわが街ねっとわーく（ジェイコムウエスト） － リポーター
- ベリータ（MBS） － ベリータガール
- 街道てくてく旅〜熊野古道をゆく〜（NHK BS2、BShi） － リポーター
- 天使らんまん（MBS）
- おでかけ!（MBS）
- みかさつかさ（MBS） － リポーター
- 歴史街道（ABC） － リポーター
- ビーバップ!ハイヒール（ABC） － 再現VTR
- ごきげん!ブランニュ（ABC）
- ABCお笑い新人グランプリ2010（ABC） － アシスタント
- ブラマヨ・チュートのまる金TV（ytv） － マスコットガール
- マヨブラ流（ytv） － マスコットガール
- 大キングコング（ytv） － 再現VTR
- アサスマ!（サンテレビ）
- 得スマ!（サンテレビ）
- キラリアTV（ジェイコムウエスト） － ナレーション
- 泉州国際市民マラソン（ジェイコムウエスト） － リポーター
- MJTV（スカパー!）
- ピーチ流!（ytv） － ピーチーズ
- 美女山歩（スカイＡ） －新潟・佐渡島編

### CM
- 日本直販
- 汗ワキパッド（小林製薬）
- SX4（SUZUKI）
- インターシグナル（大塚製薬）
- h&s（P&G）
- 東洋テック～お茶会編～